# Тимпароса
Тимпароса је насеље у Италији у округу Сиракуза, региону Сицилија.
Према процени из 2011. у насељу је живело 130 становника. Насеље се налази на надморској висини од 162 м.